# Медаль «За Одру, Нису і Балтику»
Медаль «За Одру, Нису і Балтику» (пол. Medal Za Odrę, Nysę i Bałtyk) — польська військова нагорода, введена постановою Ради Міністрів від 26 жовтня 1945 року «з метою вшанувати велику перемогу польських солдатів, які воювали за нові кордони біля Одри й Ниси й на узбережжі Балтійського моря, повернення Польщі давніх слов'янських земель на заході й півночі та привітати учасників цієї боротьби» (пол. „w celu upamiętnienia wielkich zwycięstw żołnierza polskiego, który walczył o nowe granice na Odrze i Nysie i na wybrzeżu Bałtyku, odzyskując dla Polski prastare ziemie słowiańskie na zachodzie i północy oraz nagrodzenia uczestników tych walk”).
У Законі «Про медалі та ордени» від 17 лютого 1960 року визначено, що цю нагороду засновано для тих, хто брав участь у боях за кордони по Одрі, Нисі й Балтійському морю.

## Опис
Медаль мала один ступінь і вручалася один раз.

### Підстави для нагородження
- участь у боях на Одрі, Нисі й узбережжі Балтійського моря протягом березня-квітня 1945 року в складі 1-ї та 2-ї армій Війська Польського, 1-го танкового корпусу, повітряних підрозділів;
- співробітництво з 1-ю та 2-ю арміями Війська Польського;
- співпраця з польською армією, що сприяла перемогам на Одрі, Нисі й у Балтиці;
- захист польського узбережжя в 1939 році.

Згідно з Актом Парламенту Польської Республіки «Про державні нагороди» від 16 жовтня 1992 року (Dz. U. 99/450) медаль «За Одру, Нису і Балтику» переведено до розряду пам'ятних (ювілейних) відзнак і медалей з терміном дії до 8 травня 1995 року включно. Згодом цей термін було продовжено до 8 травня 1999 року. Положення про нагородження медаллю та її опис при цьому не змінювалися.

### Зовнішній вигляд
На аверсі медалі вгорі поміщено зображення орла, що тримає в руках свиток зі картою Польщі, її головних рік і міст: Варшави (W), Гданська (G), Щецина (S) і Вроцлава (W). Карту облямовує вузький бортик. По колу карбовано напис: «ZA ODRĘ — NYSĘ — BAŁTYK». На реверсі вибито напис у чотири рядки «RP / ZWYCIĘZCOM / III.1945 / IV.1945». Написи підкреслено вузькою рискою. Усі написи й зображення на медалі опуклі. З обох боків медаль облямовано бортиком. Угорі медалі — вушко з кільцем, за яке медаль кріпиться до стрічки.
Стрічка медалі «За Одру, Нису і Балтику» шовкова муарова, темно-синього кольору, завширшки 35 мм, з двома поздовжніми смугами блакитного кольору по боках. Ширина поздовжніх смуг 4 мм.